# Avi Shlaim
Avraham „Avi“ Shlaim FBA (* 31. října 1945) je izraelský historik, emeritní profesor mezinárodních vztahů na univerzitě v Oxfordu a člen Britské akademie . Je jedním z izraelských Nových historiků, skupiny izraelských učenců, kteří předložili kritické výklady dějin Sionismu a Izraele.

## Životopis
Shlaim se narodil bohatým židovským rodičům v iráckém Bagdádu. Rodina žila v sídle s deseti služebníky. Jeho otec byl dovozcem stavebních materiálů s vazbami na irácké vedení, včetně tehdejšího premiéra Nuriho al-Saida.
Situace iráckých Židů se za Izraelské války za nezávislost v roce 1948 stala problematickou. V roce 1951 byl Shlaimův otec jedním ze 100 000 Židů, kteří se zaregistrovali, aby opustili zemi a vzdali se svého občanství. Následující zákon rozhodl, že všichni kdo opustili zemi, ztratili veškerá práva, včetně majetkových práv. Rodina Shlaimů ztratila veškerý svůj majetek. Jeho otec ilegálně překročil hranici na mezkovi, zatímco Shlaim, jeho matka a sestry přiletěli na Kypr a znovu se sešli v Izraeli.
Shlaim odešel z Izraele do Anglie ve věku 16 let, aby studoval na židovské škole. V polovině šedesátých let se vrátil do Izraele, aby sloužil v Izraelských obranných silách, poté se v roce 1966 přestěhoval zpět do Anglie, aby studoval historii na Jesus College v Cambridge . Titul BA získal v roce 1969. V roce 1970 získal titul MSc (Econ.) v oboru Mezinárodní vztahy na London School of Economics a PhD na University of Reading. Od roku 1970 do roku 1987 byl přednášejícím a docentem politologie na University of Reading.
Oženil se s vnučkou Davida Lloyda George, který byl britským premiérem v době Balfourovy deklarace. Od té doby žije v Anglii a má dvojí občanství, britské a izraelské. 

## Kariéra

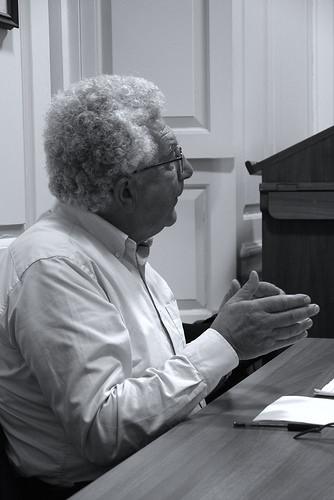
Shlaim přednášející Oxfordské teologické společnosti

Shlaim vyučoval Mezinárodní vztahy na Reading University, se specializací na evropskou problematiku. Jeho akademický zájem o historii Izraele začal v roce 1982, kdy byly otevřeny izraelské vládní archivy o Arabsko-izraelské válce v roce 1948, zájem, který se prohloubil, když se stal členem St. Antony's College v Oxfordu v roce 1987. V letech 1987–1996 byl docentem Mezinárodních vztahů u Alastaira Buchana v Oxfordu a v letech 1993–1995 a 1998–2001 ředitelem postgraduálního studia ve stejném oboru. V letech 1995–1997 obdržel Research Readership Britské akademie a v letech 2003–2006 Research Professorship.
Shlaim byl přítomen jako externí zkoušející při obhajobě disertační práce Ilana Pappého, dalšího významného Nového historika. Shlaimův přístup ke studiu historie je formován jeho vírou, že „posláním historika je hodnotit“. 
Pravidelně přispívá do novin The Guardian a v lednu 2009 podepsal deníku zaslaný otevřený dopis, v němž odsuzuje roli Izraele ve válce v Gaze.
V článku ve Spectator, Shlaim nazval premiéra Benjamina Netanjahua jako „zastánce doktríny trvalého konfliktu,“ popisujíc jeho politiku jako pokus vylučující mírové řešení konfliktu s Palestinci. Dále označil izraelskou zahraniční politiku za politiku podporující stabilitu arabských režimů před vznikajícími demokratickými hnutími během Arabského jara.
Shlaim je členem britské Labouristické strany. V srpnu 2015 byl signatářem dopisu kritizují The Jewish Chronicle za články spojující Jeremyho Corbyna s údajnými antisemity.

## Kritika
Izraelští historici Joseph Heller a Yehoshua Porath tvrdili, že Shlaim „uvádí své čtenáře v omyl argumenty, že Izrael zmeškal příležitost k míru, zatímco Arabové striktně hledají mírovou cestu“. 
V roce 2012 v článku akademického časopisu Shofar, Shai Afsai kritizoval Shlaima za opakování příběhu „nevěsta je krásná, ale provdala se za jiného muže“, pro které Afsai nemohl dohledat původní zdroj, ve Shlaimově knize knize The Iron Wall: Israel and the Arab World, 2001. 
Podle Yoava Gelbera je Shlaimovo tvrzení, že došlo k úmyslné a předem promyšlené protipalestinské „tajná dohodě“ mezi Židovskou agenturou a králem Abdalláhem, jednoznačně vyvráceno listinnými důkazy o rozvoji kontaktů mezi Izraelem a Jordánskem před, během a po válce. Marc Lynch však napsal, že „objemné důkazy v [Gelberově] knize neumožňují tak jasný verdikt“.

## Vyznamenání
V roce 2006 byl Shlaim zvolen členem Britské akademie (FBA), britské Národní akademie humanitních a sociálních věd.
Dne 27. září 2017 byl Shlaim vyznamenán medailí Britské akademie "za celoživotní úspěchy".

## Publikovaná díla
- Collusion across the Jordan: King Abdullah, the Zionist Movement and the Partition of Palestine (vítěz ceny Political Studies Association's W. J. M. Mackenzie Prize v roce 1988)
- The Politics of Partition (1990 a 1998)
- War and Peace in the Middle East: A Concise History (1995)
- The Cold War and the Middle East (spoluautor, 1997)
- The Iron Wall: Israel and the Arab World (New York: W.W. Norton, 2001)
- Lion of Jordan: The Life of King Hussein in War and Peace (London: Allen Lane, 2007)
- Israel and Palestine: Reappraisals, Revisions, Refutations (London: Verso, 2009)